# Chèvre à col noir du Valais
La chèvre à col noir du Valais, en allemand Walliser Schwarzhalsziege, appelée aussi chèvre des glaciers est une race montagnarde typique, originaire du Valais. Son apparence très particulière lui confère une valeur essentiellement culturelle. 

## Origine
Elle est élevée dans le Haut-Valais depuis des siècles. Quelques sources émettent l'hypothèse d'une venue de chèvres africaines durant le Moyen Âge ou de l'infusion de chèvre fauve de l'Italie toute proche.
Bien que restée majoritairement dans sa vallée d'origine, elle a gagné d'autres cantons et été exportée. L'effectif de population est relativement stable depuis une vingtaine d'années avec une fluctuation autour de 3 000-3 500 individus. C'est un seuil critique qui lui fait bénéficier de l'aide de « Pro Specie Rara », la fondation suisse pour la diversité patrimoniale et génétique liée aux végétaux et aux animaux.

## Caractéristiques

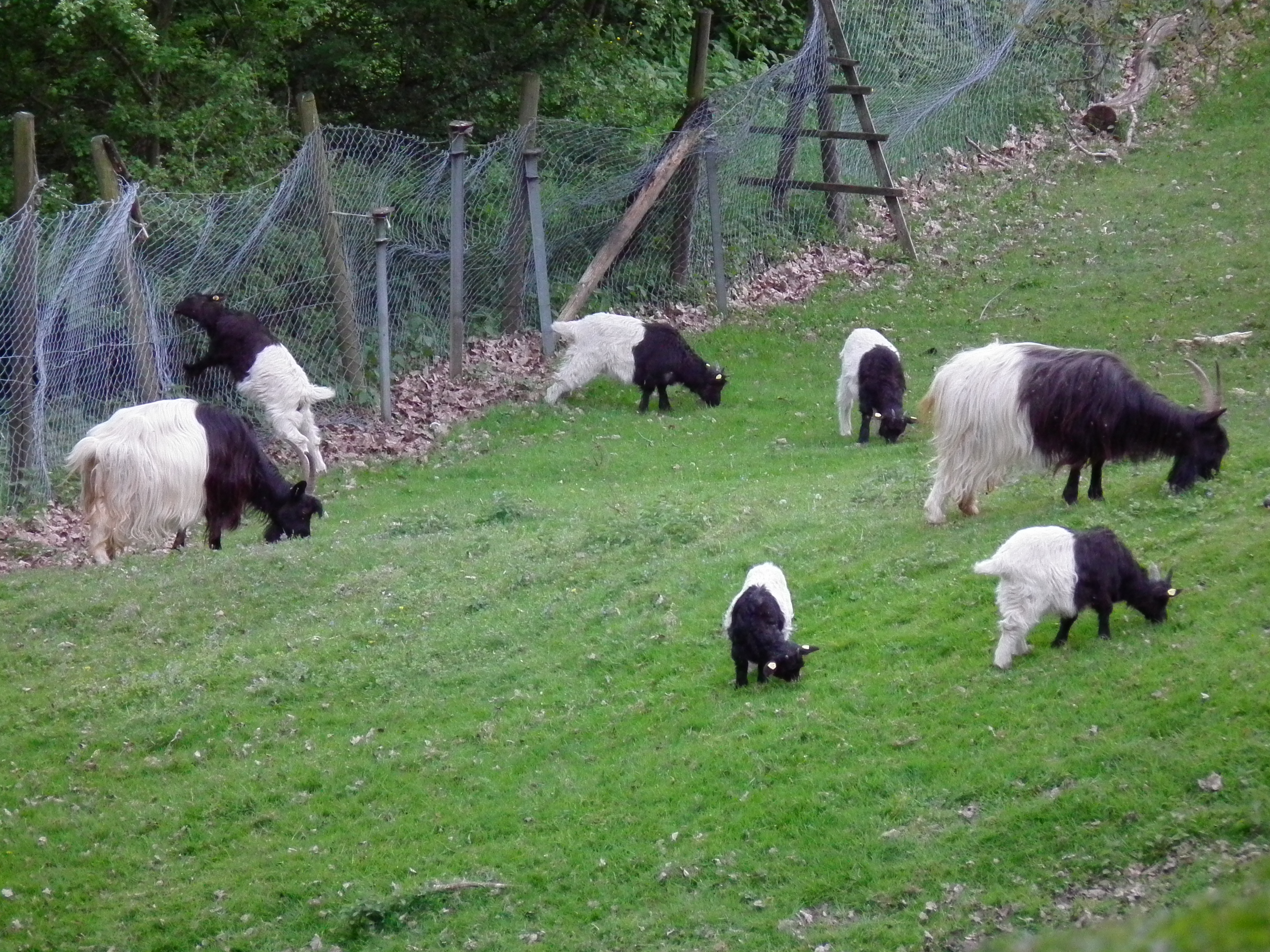
Chèvres et chevreaux

Il s'agit d'une chèvre robuste, de taille moyenne, frugale et résistante. Cornue, son poil est long et fin. La moitié avant de son corps est noire et la partie arrière est blanche avec une séparation nette des deux couleurs à mi-corps.
La taille au garrot est de 75-85 cm chez les mâles et 70-80 cm pour les femelles. La masse varie de 65 kg (mâles) à 45 kg (femelles).

## Aptitudes
C'est une race essentiellement bouchère puisque son lait pas très abondant, 440 kg par lactation, est laissé aux chevreaux. Les animaux sont laissés à l'état semi sauvage en montagne durant l'été. Leur rusticité aux amplitudes thermiques des alpages est une des caractéristiques de leur adaptation. Depuis quelques années, leur usage s'est développé dans l'entretien des espaces naturels où leur robe originale plaît.